# جون ماكجرو
جون ماكجرو (بالإنجليزية: John McGraw)‏ هو ضابط أمريكي، ولد في 4 يناير 1912 في Lakemont, Pennsylvania ‏ في الولايات المتحدة، وتوفي في 19 يونيو 1976 في ميامي في الولايات المتحدة.